# Джокьякарта (султанат)
Султана́т Джокьяка́рта (индон. Kesultanan Yogyakarta, яв. ꦏꦱꦸꦭ꧀ꦠꦤ꧀ꦤꦤ꧀ꦔꦪꦺꦴꦒꦾꦏꦂꦡꦲꦢꦶꦤꦶꦔꦿꦠ꧀ / Kasultanan Nagari Ngayogyakerto Hadiningrat, произносится по-явански как joɡjaˈkartɔ) — государство, существовавшее с 1755 года на территории современной Индонезии в центральной части острова Ява. Будучи формально суверенным, изначально находилось в фактической, а позднее — в юридически оформленной зависимости от колониальной администрации Нидерландской Ост-Индии.
Султанат стал основным театром военных действий во время Яванской войны 1825—1830 годов, по итогам которой значительная часть его территории была аннексирована голландцами, а степень автономии существенно урезана. В 1946—1948 годах, в период войны за независимость Индонезии, на территорию султаната, в город Джокьякарту, была перенесена столица республики.
В 1950 году Джокьякарта вошла в состав Индонезии на правах особого округа, по статусу приравненного к провинции. При этом за её правителями был законодательно закреплён наследственный султанский титул и некоторые церемониальные привилегии.

## Создание, государственное и социально-экономическое устройство

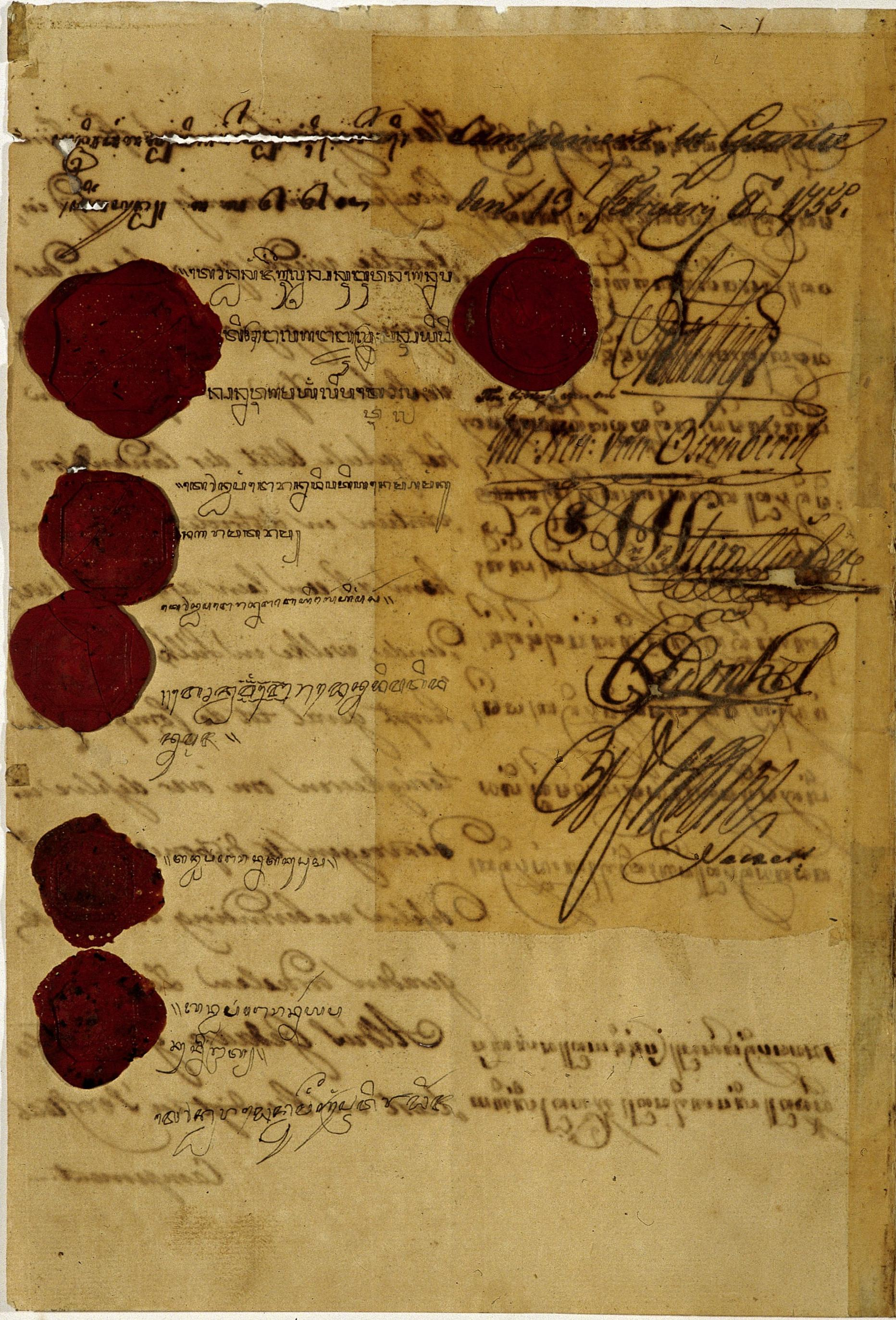
Оригинальный текст Гиянтского соглашения, предусматривавшего создание султаната Джокьякарта

Султанат был образован в результате раскола государства Матарам (существовало на Яве со второй половины XVI века), произошедшего в результате длительной междоусобной войны членов местной правящей семьи, в которую вмешалась Нидерландская Ост-Индская компания (НОИК). Конфликт завершился 13 февраля 1755 года подписанием Гиянтского соглашения, по условиям которого часть Матарама присоединялась к владениям НОИК, а на остальной его территории образовывались две новых монархии — Джокьякарта и Суракарта.
В соответствии с соглашением, оба новых государства были совершенно равноправны. При этом правопреемницей Матарама фактически становилась Суракарта: власть в ней передавалась последнему матарамскому правителю Пакубувоно III, который сохранял за собой прежнюю столицу, а также наследовал «эксклюзивный» титул сусухунана, отличавший правителей Матарама как наиболее могущественных и влиятельных монархов Явы.
Джокьякарта передавалась в наследственное владение принцу Мангкубу́ми (яв. Mangkubumi), сводному брату Пакубувоно III. Он принимал «рядовой» титул султана, который в тот период носили главы десятков государственных образований Явы и других островов Малайского архипелага. На престол новый монарх вступил под тронным именем Хаменгкубувоно I — таким образом, было положено начало правящей джокьякартской династии, в которой тронное имя «Хаменгкубуво́но» (яв. Hamengkubuwono, буквально — «опора мира») передавалось по наследству с соответствующим порядковым номером каждому очередному правителю.
Через месяц после подписания Гиянтского соглашения, 13 марта 1755 года, Хаменгкубувоно I объявил о начале строительства столицы нового султаната. Для этих целей им было выбрана лесистая местность в междуречье небольших речек Вино́нго (индон. Winongo) и Чо́де (индон. Code), где ранее его отцом, матарамским сусухунаном Пакубувоно II, была построена загородная резиденция под названием «Гарджитова́ти» (индон. Garjitowati). Здесь в течение нескольких месяцев был построен кратон — традиционный яванский дворцовый комплекс. Именно эта местность и получила название «Джокьякарта». Этимология этого имени является спорной. Согласно одной из наиболее распространённых версий, Хаменгкубувоно I руководствовался ассоциацией с легендарным индийским городом Айодхьей, хорошо известным яванской аристократии по популярному в тот период на Яве эпосу «Рамаяна». В этом случае название имеет санскритскую этимологию и переводится как «мирная, не воюющая». По другой версии, название «Джокьякарта» имеет сугубо яванское происхождение: в этом случае его можно перевести как «достойная процветания, должная процветать»: от «йогья» (яв. yogya) — «подходящий, должный, надлежащий» и «керта» (яв. kerta) — «процветание, благополучие». Официальное же название всего султаната на высоком регистре яванского языка было весьма длинным и пышным: Касултанан Нагари Нгайогякерто Хадининграт (яв. Kasultanan Nagari Ngayogyakerto Hadiningrat), что переводится примерно как «Султанат — страна, достойная процветания в превосходнейшей степени». При этом на широком народном уровне, а в последующем и в официальной историографии за государством закрепилось краткое название «Джокьякарта».
Территориальное размежевание Джокьякарты и Суракарты было весьма сложным как в правовом, так и в географическом плане. Помимо того, что земли новообразованных монархий имели двухуровневый статус (собственно государство и обширная личная вотчина монарха), значительная часть бывшего Матарама передавалась в совместное управление сусухунана и султана. Все эти разнородные территории образовывали множество отделённых друг от друга анклавов и эксклавов.

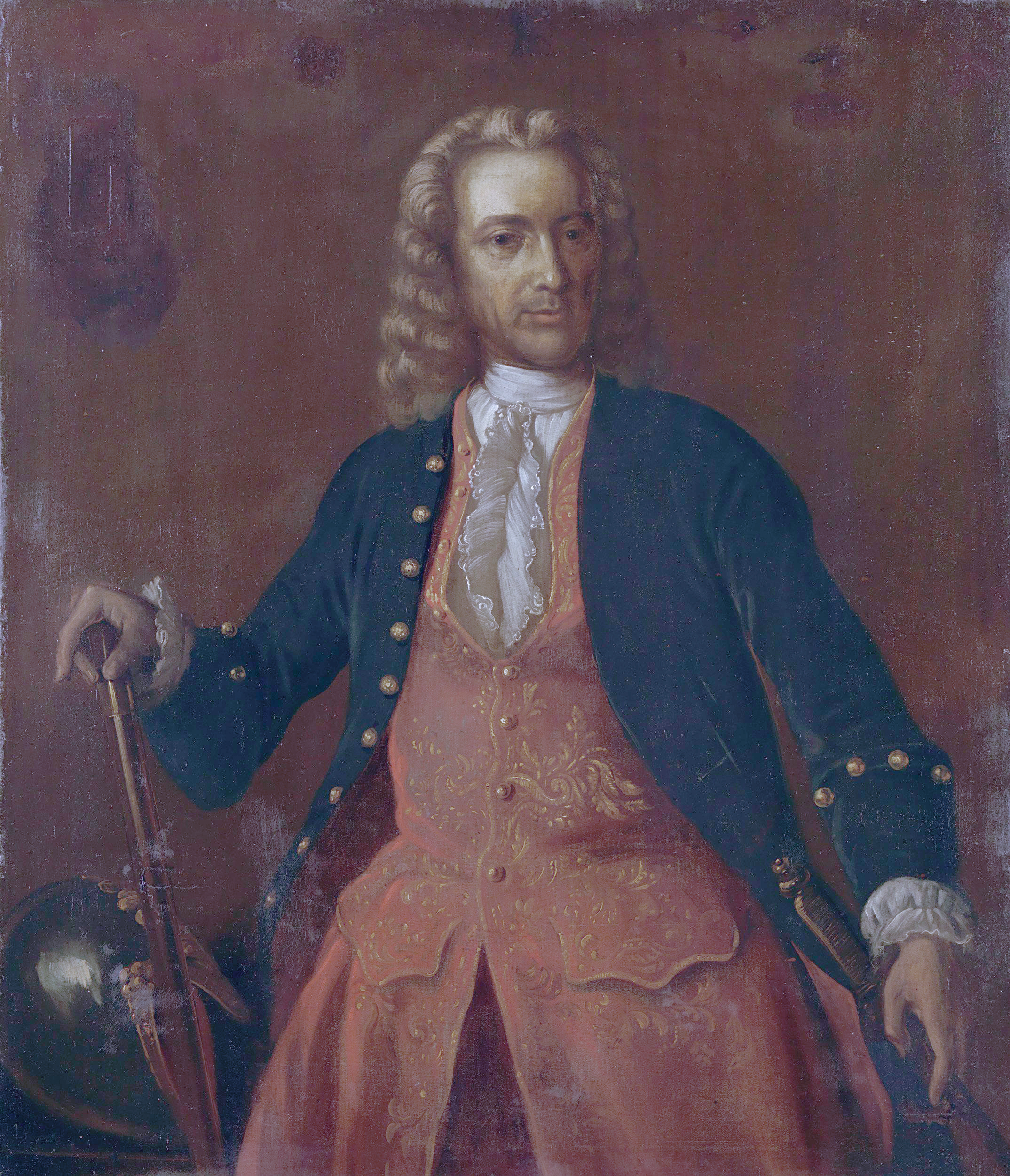
— генерал-губернатор Нидерландской Ост-Индии в 1750—1761 годах, добившийся раскола Матарама и образования Джокьякартского султаната

Политическое и социально-экономическое устройство Джокьякарты было в основном идентично матарамскому. Султан обладал абсолютной властью, функции правительства выполняла группа придворных, которая подразделялась на несколько отраслевых ведомств — каная́канов (яв. kanayakan). Канаяканы возглавлялись визирями — пепати́хами (яв. pepatih), которые, в свою очередь подчинялись верховному визирю, носившему титул пепати́х-да́лем (яв. pepatih dalem). Последний обычно назначался из числа близких родственников султана и вступал в должность под именем Дануре́джо (яв. Danurejo) с соответствующим порядковым номером. Население делилось на три сословия: аристократов (яв. bandara), служащих (яв. abdi dalem) и простонародье (яв. kawula).
Как и в Матараме, султан был верховным собственником, распоряжавшимся всеми земельными и водными ресурсами. Частной земельной собственности не существовало, земля находилась в пользовании крестьянских общин, которые выплачивали султану продуктовую ренту в размере 20—30 % производимой продукции, а также несли различные трудовые повинности (строительство дорог, ирригационных и фортификационных сооружений и т. п.) в среднем занимавшие порядка 50 дней в год. Основой местного хозяйства служило земледелие. Главной сельскохозяйственной культурой был рис — как поливной, так и суходольный, основным тягловым животным — буйвол. Значительное развитие имели рыболовство и рыбоводство.
В первые годы существования султаната его социально-экономическое развитие существенно осложнялось из-за последствий междоусобных войн, сотрясавших Матарам в течение нескольких предшествовавших десятилетий. Значительная часть сельскохозяйственных земель, а также дорожной и ирригационной инфраструктуры была заброшена, некоторые населённые пункты обезлюдели.
Торговые обмены султаната с другими регионами Явы были не слишком активными. Исключение в этом плане составляла соседняя Суракарта: две бывшие части Матарама сохраняли активные экономические, а также социальные и культурные связи. Отношения между двумя монархиями поддерживались за счёт династических браков, однако, несмотря на это, нередко носили достаточно напряжённый характер.

## Зависимость от Нидерландской Ост-Индской компании (1755—1798)

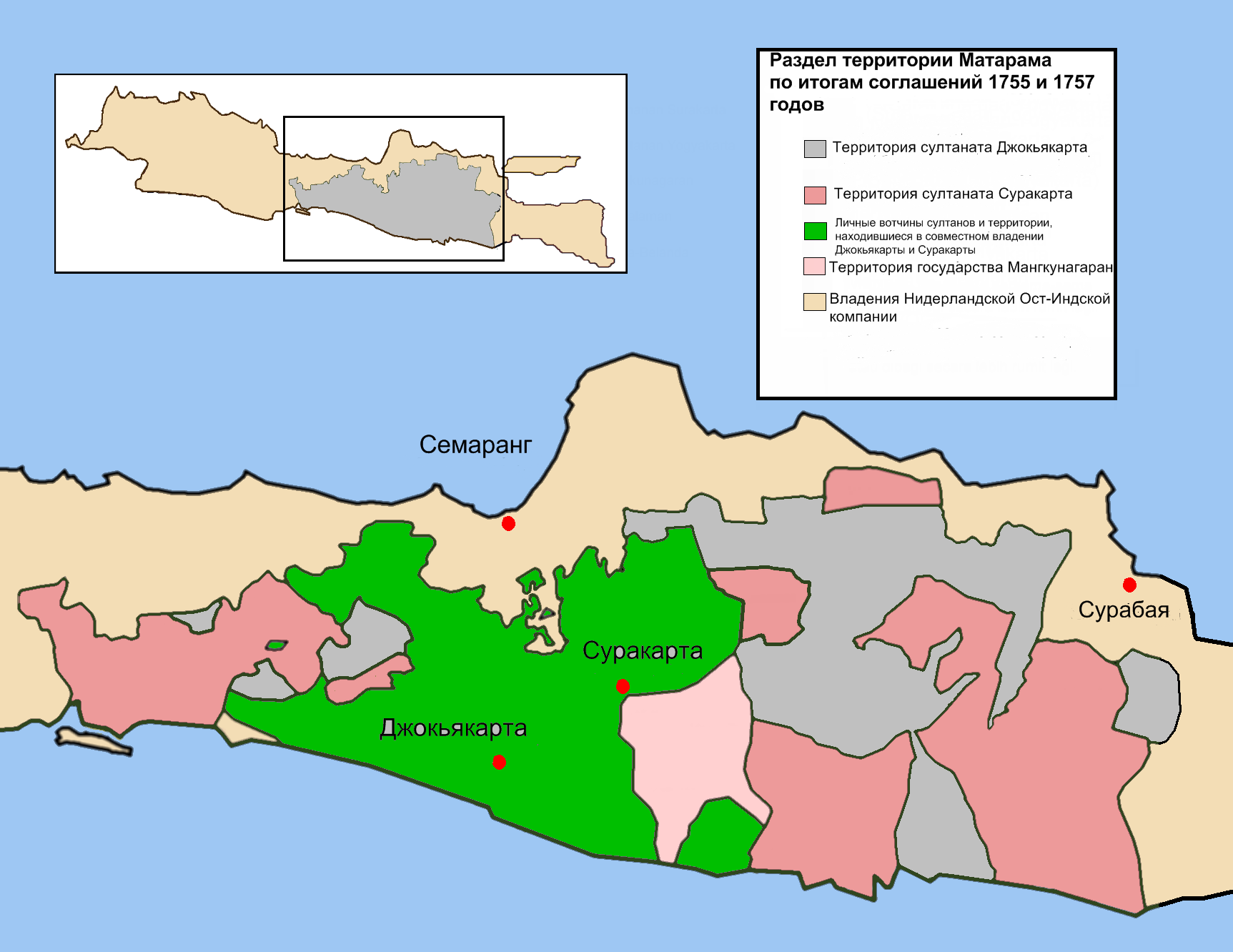
Раздел территории Матарама по итогам соглашений 1755 и 1757 годов

Изначально обладая формальным суверенитетом, Джокьякарта, в соответствии с положениями Гиянтского соглашения, а также с рядом последовавших дополнительных договоренностей, фактически попала в вассальную зависимость от НОИК. Ко двору Хаменгкубувоно прикомандировывался постоянный представитель генерал-губернатора колонии — «резидент», имевший право вмешательства во внешние сношения и экономическую жизнь султаната. Он, в частности, контролировал выполнение властями Джокьякарты соглашения о безвозмездных поставках сельскохозяйственной продукции администрации НОИК (этот метод колониальной эксплуатации практиковался голландцами на Яве ещё с начала XVII века). Назначение и отстранение от должности визирей-пепатихов, а также бупа́ти, глав административно-территориальных единиц султаната, производилось по согласованию с руководством НОИК. Более того, эти должностные лица приносили присягу на верность не только султану, но и Компании.
Тем не менее, в сравнении с другими территориями, управлявшимися голландцами на Яве, степень автономии Джокьякарты была достаточно высокой: она имела не только собственный достаточно разветвлённый государственный аппарат, независимую от голландцев правовую и административную систему, но и вполне боеспособную регулярную армию.
В начале 1757 года Джокьякарта подверглась нападению отрядов Раде́на Маса Саи́да (яв. Raden Mas Said) — дальнего родственника Хаменгкубувоно I, не признавшего Гиянтского соглашения и продолжившего вооружённую борьбу против голландцев и их местных союзников. Нападение было отбито объединёнными силами Джокьякарты, Суракарты и голландцев, однако потерпевшему поражение Радену Масу Саиду была предоставлена возможность капитулировать на весьма почетных условиях. По итогам соглашения, подписанного 17 марта 1757 года в центральнояванском городке Салатига, он признал себя вассалом НОИК в обмен на передачу ему во власть части Суракарты — в новообразованном княжестве Мангкунегаран Раден Мас Саид взошёл на престол под именем Мангкунега́ра I.
В 1760 году под предлогом обеспечения безопасности резидента НОИК и его аппарата в непосредственной близости от султанского кратона голландцами был построен военный форт. Это обеспечило им постоянное, хотя и не слишком внушительное военное присутствие в султанате: в течение последующей половины столетия личный состав дислоцированного здесь гарнизона не превышал нескольких десятков человек. Для сравнения, постоянная гвардия султана в этот период насчитывала более полутора тысяч бойцов, а при необходимости монарх мог бы мобилизовать вооружённые силы численностью до 100 000 человек.
Период с начала 1760-х годов до начала XIX века стал порой социально-экономического расцвета Джокьякарты. Политическая стабильность, наступившая на этой территории после длительных матарамских междоусобиц, способствовала значительному росту населения. Так, к 1795 году оно составляло порядка 1,4—1,6 миллиона человек — по крайней мере в полтора раза, а по некоторым оценкам вдвое больше, чем в начале существования Джокьякартского султаната в 1755 году. Быстрыми темпами расширялись сельскохозяйственные угодья. Если в момент подписания Гиянтского соглашения Джокьякарта значительно уступала Суракарте по экономическому и военному потенциалу, а также по политическому авторитету, то уже к концу XVIII века соотношение сил между двумя бывшими частями Матарама стало обратным.

## Ликвидация НОИК, конфликт с нидерландской администрацией (1798—1811)

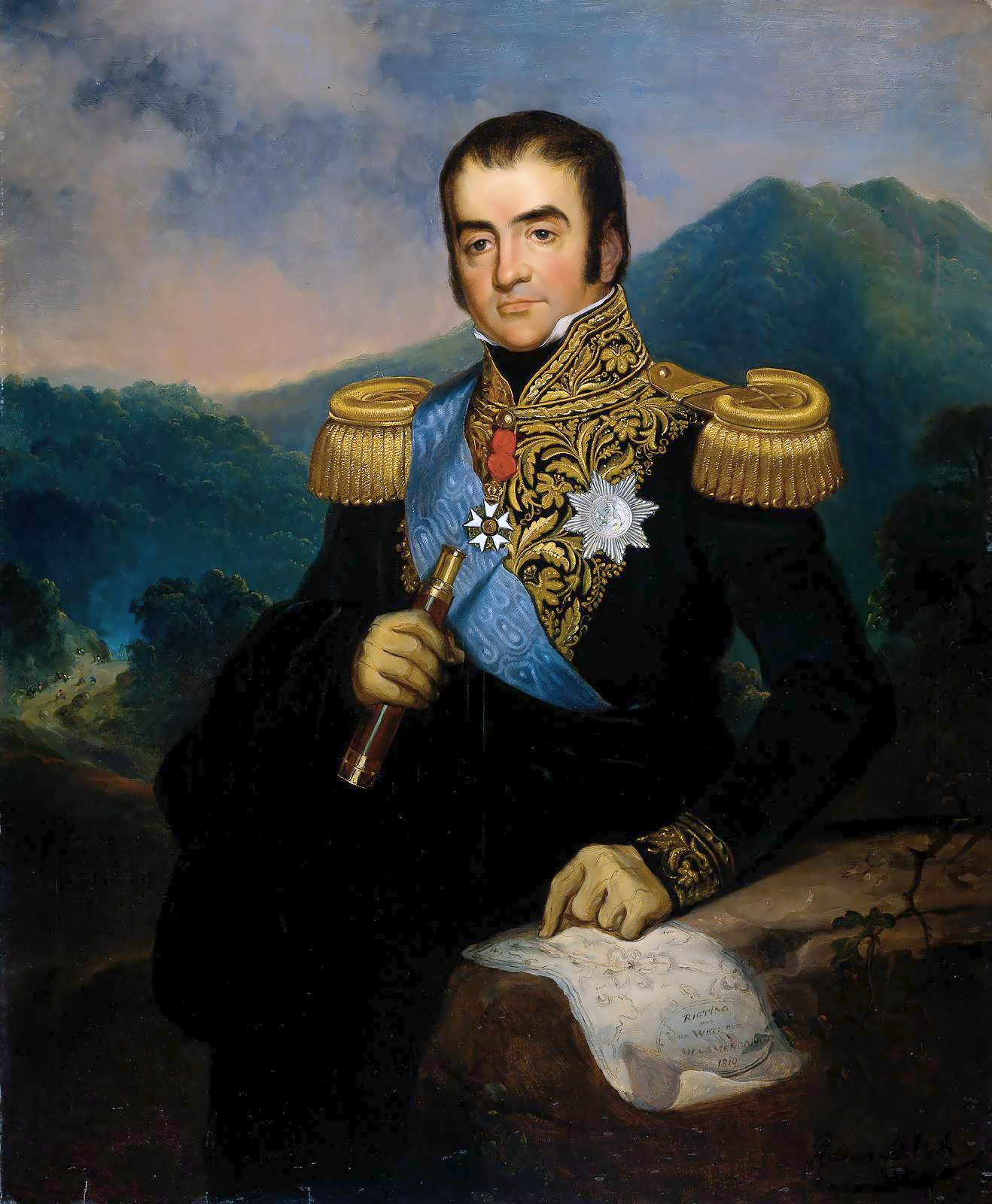
Херман Виллем Данделс — генерал-губернатор Нидерландской Ост-Индии в 1807—1811 годах, предпринявший военную акцию против Джокьякарты

В самом конце XVIII века зависимость от НОИК сменилась аналогичными отношениями непосредственно с Нидерландами. После длительного кризиса Компания была передана в государственное управление, а в 1799 году официально прекратила своё существование. Все её владения перешли в распоряжение Батавской республики.
Подобная трансформация не подразумевала сколь-либо существенных изменений системы колониального управления — сношения с властями султаната по-прежнему осуществлял резидент, назначавшийся генерал-губернатором Нидерландской Ост-Индии, который, в свою очередь, представлял уже не НОИК, а непосредственно нидерландское правительство. Однако прибывший на Яву в 1807 году очередной генерал-губернатор Херман Виллем Данделс — получивший это назначение от Людовика Бонапарта, провозглашенного королём Нидерландов после захвата страны наполеоновской Францией — повел курс на значительное усиление контроля над Джокьякартой, равно как и прочими формально независимыми государственными образованиями Явы. В соответствии с его постановлением резиденты, аккредитованные при монарших дворах, приравнивались по статусу к самим монархам. Это обеспечивало голландским чиновникам не только султанские церемониальные почести, но и право отдавать прямые распоряжения любым должностным лицам соответствующих государств.

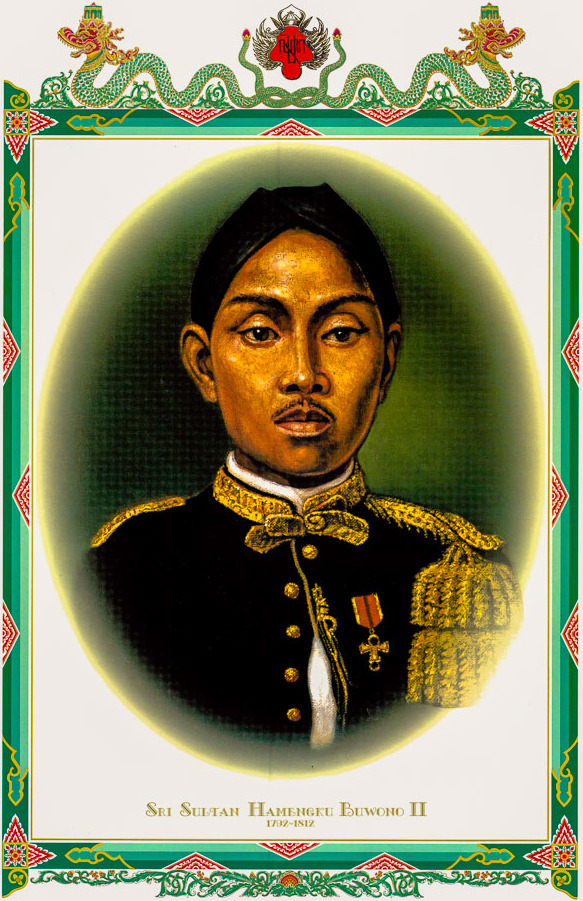
Султан Хаменгкубувоно II, неоднократно смещавшийся и возвращавшийся на джокьякартский престол

Политика Данделса встретила неприятие со стороны Хаменгкубувоно II, вступившего на престол в 1792 году, а среди его приближённых  вызвала открытые протесты. Большая часть джокьякартской знати отказывалась признавать расширенные полномочия резидента, а руководитель одного из дворцовых ведомств Раден Ранга (яв. Raden Rangga) поднял против него вооружённый мятеж. Это выступление было быстро подавлено, сам Раден Ранга погиб, однако напряжённость в отношениях между джокьякартской верхушкой и администрацией Нидерландской Ост-Индии продолжала нарастать. Сам Хаменгкубувоно II избегал открытого противостояния с колонизаторами, однако фактически саботировал их указания, ведя линию на постепенное ослабление зависимости от Нидерландов. Осенью 1810 года он самовольно заменил пепатих-далема Дануреджо II, ранее назначенного с подачи голландцев.
Столкнувшись с таким неповиновением, Данделс предъявил джокьякартскому султану ультиматум с требованиями полного признания расширенных полномочий резидента, восстановления прежнего пепатих-далема и официальных извинений за мятеж Радена Ранги. После того, как эти требования остались невыполненными, конфликт перешёл в открытую фазу: в декабре 1810 года в Джокьякарту вошли голландские войска в количестве 3200 человек под командованием самого генерал-губернатора. Не решившийся на вооружённое сопротивление Хаменгкубувоно II был низложен, власть над султанатом была передана его старшему сыну. Несмотря на то, что последний не был официально возведён на султанский престол — Данделс объявил его регентом, — ему было присвоено тронное имя Хаменгкубувоно III. Новый правитель безоговорочно признал расширенные полномочия и привилегии резидента. В должности пепатих-далема был восстановлен лояльный Дандельсу Дануреджо II. Придворные, выступавшие против преобразований Данделса, были сосланы, их места заняли голландские ставленники — в числе сосланных был даже один из младших сыновей Хаменгкубувоно II принц Натакусума (яв. Natakusuma). Кроме того, с султаната была взыскана контрибуция в размере 500 000 гульденов.

## Британская оккупация Явы (1811—1816)

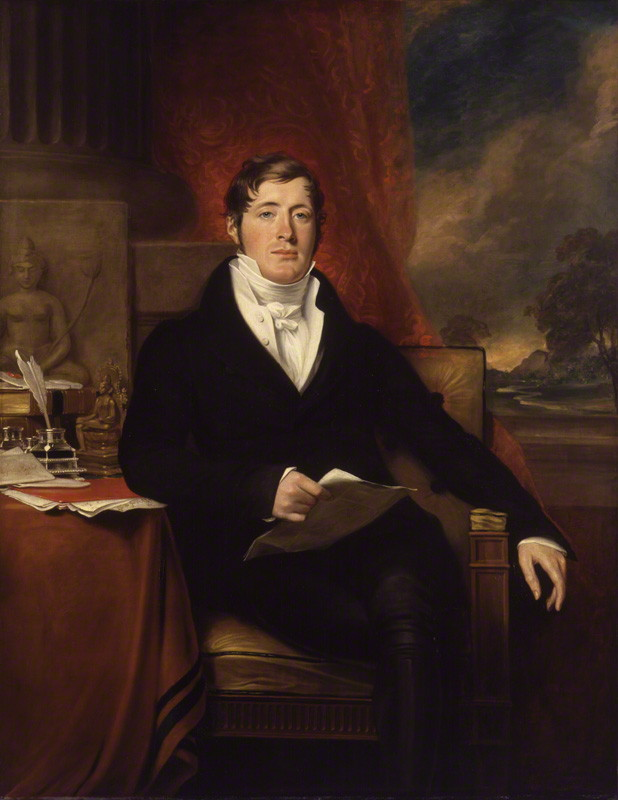
Томас Стэмфорд Раффлз, руководитель британской администрации Явы в 1811—1816 годах

В августе — сентябре 1811 года Джокьякарта, как и вся территория Явы, перешла под контроль Великобритании: англичане заняли нидерландские остиндские владения, стремясь предотвратить их захват наполеоновской Францией, оккупировавшей в это время Нидерланды. Преемник Данделса на посту генерал-губернатора Ян Виллем Янсенс, сохранивший верность Людовику I Бонапарту, попытался организовать вооружённое сопротивление при опоре на небольшие французские и голландские подразделения, однако 18 сентября 1811 года был пленён британцами и капитулировал. Воспользовавшись этим, Хаменгкубувоно II вернул себе престол, низведя Хаменгкубувоно III обратно в положение наследного принца. Придворные, назначенные с подачи голландцев после конфликта 1810 года, подверглись опале, а главный ставленник Данделса, пепатих-далем Дануреджо II, был казнён.
Овладев Явой, британцы в течение короткого времени добились от местных монархов заключения вассальных соглашений. Хаменгкубувоно II не стал в этом плане исключением, однако его отношения с новыми колонизаторами с самого начала оказались напряжёнными. Прибывший в султанат в ноябре 1811 года британский резидент Джон Кроуфорд своим поведением вызвал недовольство монарха, а посещение Джокьякарты главой британской администрации Явы Томасом Стэмфордом Раффлзом месяц спустя чуть не привело к вооружённой стычке между придворными и английской делегацией — пытаясь добиться от султана изъявлений покорности, Раффлз дошёл до откровенных оскорблений.
В этих условиях Хаменгкубувоно II, не разрывая вассального соглашения с британской администрацией, повёл курс на ускоренное развитие военного потенциала султаната: укрепил кратон, значительно увеличил численность вооружённых сил и начал зондировать позиции сусухунана Суракарты на предмет возможного союза против новых колонизаторов. При этом часть его окружения не разделяла антибританских настроений. В частности, отстранённый отцом от власти Хаменгкубувоно III и его младший брат принц Натакусума, возвращённый англичанами из ссылки, отмежевались от султана и заверили Раффлза в своей лояльности.
Дождавшись прибытия из Индии дополнительных войск, Раффлз решил жёстко покарать Хаменгкубувоно II за непокорность. В июне 1812 года в Джокьякарту был введён англо-индийский корпус в 1200 штыков под командованием полковника Джиллеспи, который в ходе короткого боя наголову разгромил вдесятеро превосходившую его армию султаната. Кратон был взят штурмом, разграблен и частично сожжён, султанская сокровищница разграблена. Хаменгкубувоно II в очередной раз был низложен и сослан на остров Пинанг. На джокьякартский престол был вновь возведён Хаменгкубувоно III.
По итогам конфликта между британской администрацией и Хаменгкубувоно III было заключено соглашение, предусматривавшее резкое сокращение вооружённых сил султаната (сохранялась только султанская личная гвардия в количестве нескольких сот человек), а также некоторые административные преобразования, снижавшие степень местного самоуправления. Кроме того, в обмен на денежную компенсацию от султаната отторгались небольшие территории — полуанклав на юго-западе и анклав в центре. На этих землях в 1813 году был создан новый султанат — Пакуаламан, который был передан в наследственное правление принцу Натакусуме в награду за его лояльность британцам.
Примечательно, что Раффлз придавал стратегическое значение военной акции против Джокьякарты и последующим санкциям в отношении её. Степень автономии султаната, допускавшаяся голландцами, представлялась ему чрезмерной и рассматривалась как серьёзное препятствие для эффективной экономической эксплуатации этой территории. Кроме того, в соответствии с его планами, столь жёсткие действия должны были произвести эффект на всех феодальных правителей колонии и обеспечить их безоговорочное подчинение европейской администрации.

Удар, нанесённый Джокьякарте, представил туземцам Явы столь явное доказательство силы и решимости британского правительства, что они впервые осознали относительность своего положения и своей значимости. Теперь европейская держава впервые главенствует на Яве...
Оригинальный текст (англ.)The blow which has been struck at Djocjo Carta, has afforded so decisive a proof to the Native Inhabitants of Java of the strength and determination of the British Government, that they now for the first time know their relative situation and importance. The European power is now for the first time paramount in Java…
— Из письма Раффлза Лорду Минто, генерал-губернатору Британской Ост-Индии
После смерти Хаменгкубувоно III в 1814 году на престол был возведён его младший сын под именем Хаменгкубувоно IV. Старший сын, принц Дипонегоро, был обойдён при престолонаследии в силу происхождения — как сын младшей наложницы — и, возможно, с учётом собственного нежелания заниматься государственным управлением (в молодости Дипонегоро отдавал предпочтение религиозной деятельности).
После возвращения британцами Явы голландцам в 1816 году произведённые ими территориальные и административные изменения в Джокьякарте не пересматривались — Пакуаламан остался отдельным султанатом, сокращённые привилегии местных властей и урезанные вооружённые силы восстановлены не были.

## Яванская война, Клатенское соглашение (1825—1830)

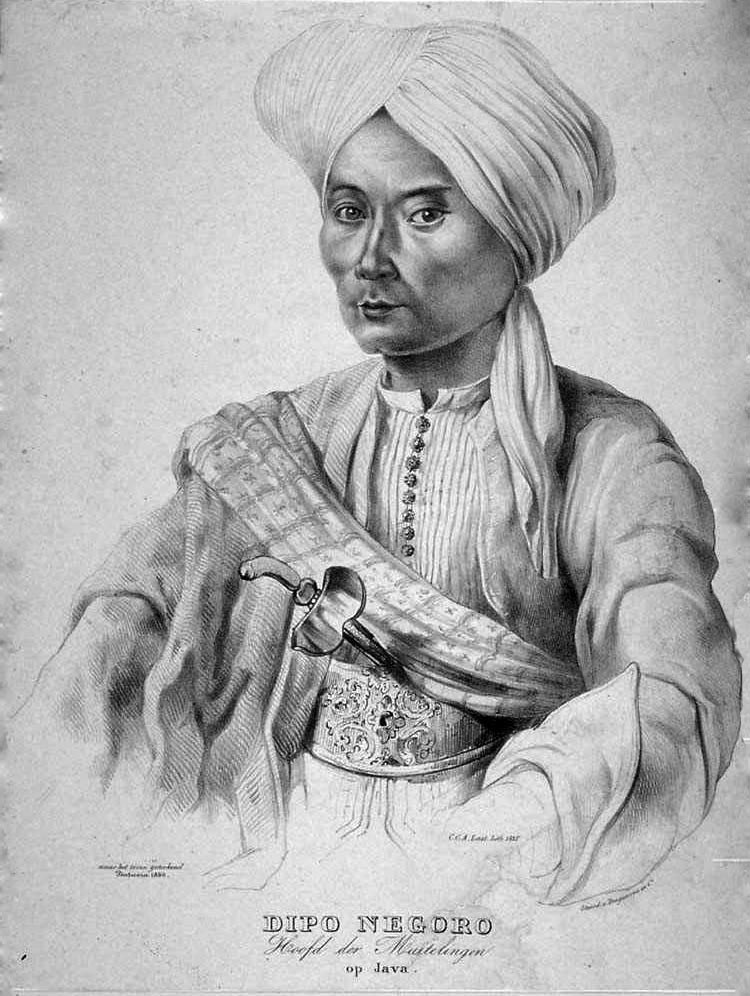
Принц Дипонегоро, предводитель антиголландского восстания 1825—30 годов

После смерти Хаменгкубувоно IV в конце 1823 года престол наследовал его малолетний сын под именем Хаменгкубувоно V. При этом претензии Дипонегоро на статус регента удовлетворены не были — этот пост получил один из дальних родственников нового султана, сочтенный голландцами более лояльным. Это привело к обострению отношений между Дипонегоро и руководством Нидерландской Ост-Индии.
Вскоре Дипонегоро стал открыто критиковать не только колониальную администрацию, но и джокьякартский двор, который, по его мнению, перешёл в услужение неверным чужеземцам, предав собственный народ и мусульманскую веру. Его воззвания встретили понимание как на широком народном уровне, так и со стороны значительной части джокьякартской знати, недовольной политикой голландцев, планомерно урезавших её экономические права и сословные привилегии. В результате на сторону Дипонегоро встала почти половина высшей аристократии султаната и многие из глав его областей. В течение короткого времени Дипонегоро, заручившись значительной общественной поддержкой, стал лидером антиголландски настроенных сил не только Джокьякарты, но и практически всей Явы.
Поводом к вооружённому выступлению сторонников Дипонегоро стала начатая голландцами в марте 1825 года прокладка дороги из Джокьякарты на восток Явы, в ходе которой строительные работы затронули территорию захоронений предков Дипонегоро. Расценив случившееся как тяжёлое оскорбление, принц провозгласил священную войну против колонизаторов и их местных приспешников. Военные действия начались 20 июля после попытки голландцев арестовать мятежного принца.
Уже в первые недели войны силы восставших исчислялись десятками тысяч человек, и они смогли взять под контроль значительную часть Джокьякарты и прилегающих территорий Явы. В сентябре 1825 года повстанцы осадили столицу султаната, однако после неудачной попытки штурма вынуждены были оставить позиции, будучи атакованными подоспевшими голландскими войсками под командованием генерала Хендрика де Кока.
Стремясь привлечь на свою сторону симпатии джокьякартцев, всё большее количество которых склонялось на сторону восставшего Дипонегоро, голландцы восстановили на престоле Хаменгкубувоно II, вернув его из ссылки. Предполагалось, что возвращение престарелого султана, ранее неоднократно проявлявшего неповиновение колонизаторам, символизирует готовность голландцев к сосуществованию с более независимой Джокьякартой. Этот расчёт, однако, не оправдался: престарелый Хаменгкубувоно II не пользовался сколь-либо значительным авторитетом ни среди простого населения, ни в придворных кругах. После его кончины в 1828 году к власти вновь вернулся Хаменгкубувоно V.
Несмотря на неудачу под Джокьякартой, ополчению Дипонегоро в 1825—1827 годах удавалось наносить чувствительные удары голландцам и сражавшейся на их стороне султанской армии, а бойцы последней массово переходили на сторону мятежников. Только после существенного увеличения численности нидерландских войск и возведения ими на центральной Яве разветвлённой системы фортификационных сооружений, включавшей около 200 фортов и блокгаузов, сторонники принца были вынуждены перейти к оборонительной тактике. Тем не менее, Дипонегоро отверг предложения голландцев о примирении в обмен на выделение ему части Джокьякарты в качестве отдельного наследственного княжества: со своей стороны он настаивал на «власти над всеми правоверными Явы». В марте 1830 года после серии поражений остатки армии Дипонегоро были блокированы в районе города Магеланг, после чего сам он был захвачен в плен под предлогом переговоров и вскоре сослан на Сулавеси.

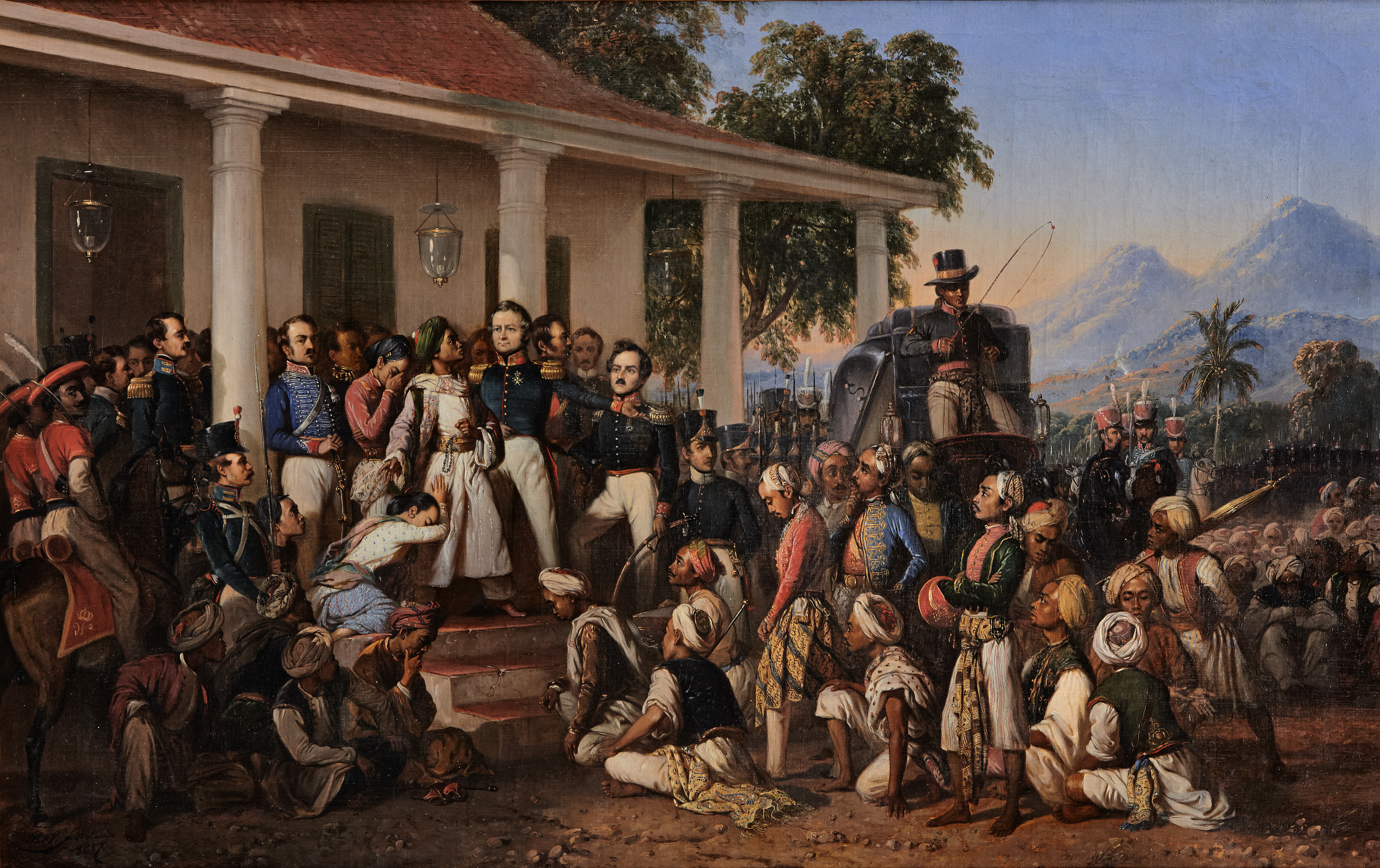
«Арест принца Дипонегоро», картина работы Радена Салеха, 1857 год

Восстание под предводительством Дипонегоро, ставшее самым масштабным антиколониальным выступлением коренного населения Голландской Ост-Индии, повлекло за собой тяжёлые демографические, материальные и политические последствия для Джокьякарты. К концу войны население султаната сократилось практически вдвое — сотни тысяч жителей погибли, бежали или были насильственно переселены. Были разрушены многие населённые пункты, в запустение пришли сельскохозяйственные угодья. По султанату прокатилась волна репрессий: были сосланы или, по крайней мере, отлучены от двора все представители местной знати, замеченные в симпатиях к Дипонегоро.
27 сентября 1830 года в селении Клатен на центральной Яве представителями Джокьякарты, Суракарты и голландской администрации было подписано соглашение, окончательно оформившее зависимость обоих этих яванских государств от Гааги в качестве протекторатов и вписавшее их в административную систему Нидерландской Ост-Индии. Монархическая форма правления сохранялась, однако полномочия султанов приобретали в основном церемониальный характер, в то время как реальная власть переходила в руки резидентов. Соглашение также предусматривало существенные преобразования внутреннего устройства Джокьякарты, в частности, кардинальное урезание прав высших придворных чинов. Кроме того, значительная часть территории Джокьякарты и территорий, управлявшихся джокьякартским и суракартским султаном совместно, отторгались в пользу Нидерландской Ост-Индии. Между двумя султанатами впервые проводилась чёткая граница — при этом на и без того урезанной территории Джокьякарты создавались несколько новых суракартских анклавов. Примечательно, что это стало последним территориальным изменением Джокьякарты: определённые в 1830 году границы сохранялись до конца её существования как формально суверенного султаната.

## Поздний период нидерландской колонизации (1830—1942)

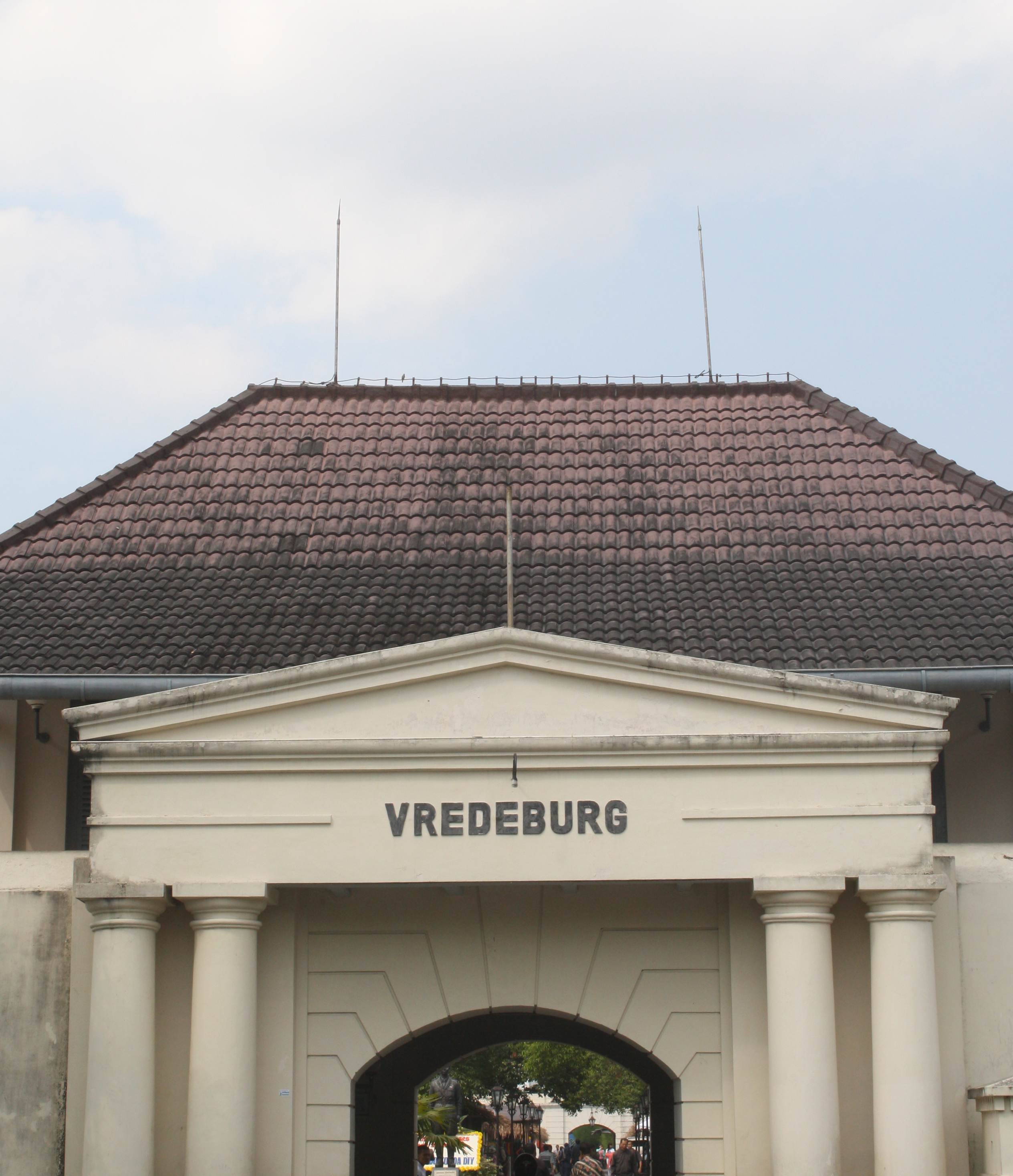
Ворота форта «Фредебург», получившего современный облик в 1868 году

После завершения Яванской войны и ликвидации её последствий обстановка в Джокьякарте постепенно стабилизировалась. Отношения с колониальной администрацией нормализовались — Хаменгкубувоно V и его последующие преемники демонстрировали ей полную лояльность. В 1832 году было завершено начатое ещё до войны строительство величественной резиденции нидерландского представителя: она была возведена в непосредственной близости от султанского кратона и получила среди местного население название «Гедунг-Агунг» (индон. Gedung Agung, буквально — «верховное здание»).
В 1830-х годах по распоряжению администрации Нидерландской Ост-Индии на большей части Явы была введена так называемая «система принудительных культур» (нидерл. cultuurstelsel): около 20 % местных земледельческих угодий отводилось под посадки сельскохозяйственных культур, пользовавшихся спросом на европейском рынке, возделывать которые вменялось в обязанность туземных крестьянских общин. Формально эта система не распространялась на Джокьякарту и три других монархии-протектората, однако серия специальных соглашений, заключённых с их властями, фактически обеспечивала применение аналогичных методов эксплуатации и на этих территориях. В результате в течение последующих десятилетий в султанате были разбиты десятки плантаций кофе, сахарного тростника, табака и индиго. Часть доходов от реализации этой продукции голландцы отчисляли в султанскую казну, небольшая доля шла на вознаграждение общинной верхушки.

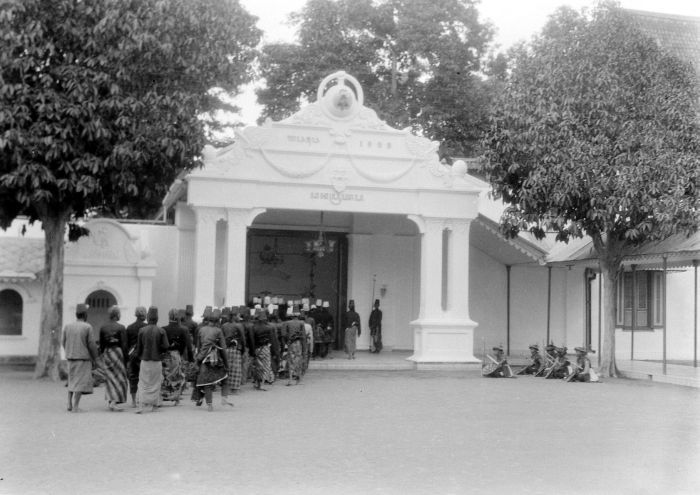
Дворцовые служащие у ворот обновлённого кратона. Фото 1929 года

В 1867 году на территории султаната произошло мощное землетрясение, вызвавшее значительные разрушения. И «Гедунг-Агунг», и нидерландский форт серьёзно пострадали и были отстроены заново: именно в таком виде оба этих здания сохранились к началу «XXI века. Примечательно, что реконструированный форт получил название Фредебург» (нидерл. Vredeburg, буквально — «мирная крепость») — этим администрация колонии подчеркивала свой настрой на мирное сосуществование с султанатом.
В целом политическое и социально-экономическое положение Джокьякарты во второй половине XIX столетия было вполне стабильным. Всеми сколь-либо существенными управленческими вопросами ведал аппарат нидерландского резидента. Султан же и его двор, лишенные реальной власти, сосредотачивали усилия в основном на развитии местной культуры. Так, Хаменгкубувоно V не только собрал внушительную библиотеку и активно покровительствовал искусствам и наукам, но также сам активно занимался литературным трудом и историческими изысканиями. В султанате начали издаваться периодические печатные издания: в 1877 году вышла первая газета на голландском языке, в 1879 году — первая газета на яванском.

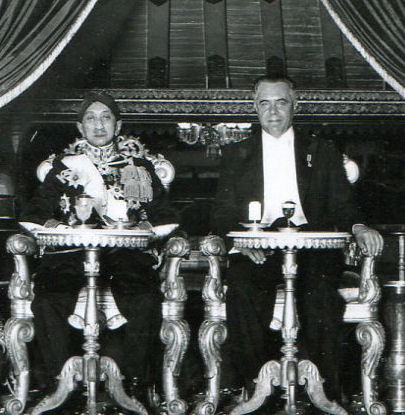
Султан Хаменгкубувоно VIII и Люсьен Адам, последний нидерландский губернатор Джокьякарты. 1939 год

Уровень политического конформизма местной элиты был исключительно высок. За весьма длительный период единственным политическим потрясением стала неудачная попытка дворцового переворота, предпринятая в 1883 году одной из вдов Хаменгкубувоно III с целью возвести на престол своего сына, принца Сурьенгалагу (яв. Suryengalaga) — и вдова, и принц были сосланы голландцами на Сулавеси.
В 1927 году в результате реформирования административно-территориального деления Нидерландской Ост-Индии официальный статус Джокьякарты претерпел некоторое изменение. Оставаясь формально суверенным султанатом, она была приравнена по статусу к провинциям колонии, а постоянный представитель голландской администрации при султане получил должность губернатора.
Социально-экономический уклад султаната постепенно модернизировался, на его территории появлялись промышленные и коммерческие предприятия. В столице и наиболее крупных населённых пунктах султаната строились крупные каменные здания, часто сочетавшие в своём облике местную и европейскую стилистику. В 1928 году при участии европейских архитекторов был перестроен и значительно расширен султанский кратон — именно в этом виде дворцовый комплекс сохранился к настоящему времени.
Султаны, вступая на престол, подписывали с курировавшими их губернаторами так называемые «политические соглашения», весьма детально оговаривавшие различные нюансы статуса Джокьякарты и принципы её отношений с колониальной администрацией. В результате власть монархов становилась всё более ограниченной, а голландцы получали всё более широкие административные и экономические права в отношении джокьякартской территории. Последний документ такого рода был подписан в 1940 году между Хаменгкубувоно IX и губернатором Джокьякарты Люсьеном Адамом.

## Японская оккупация (1942—1945)

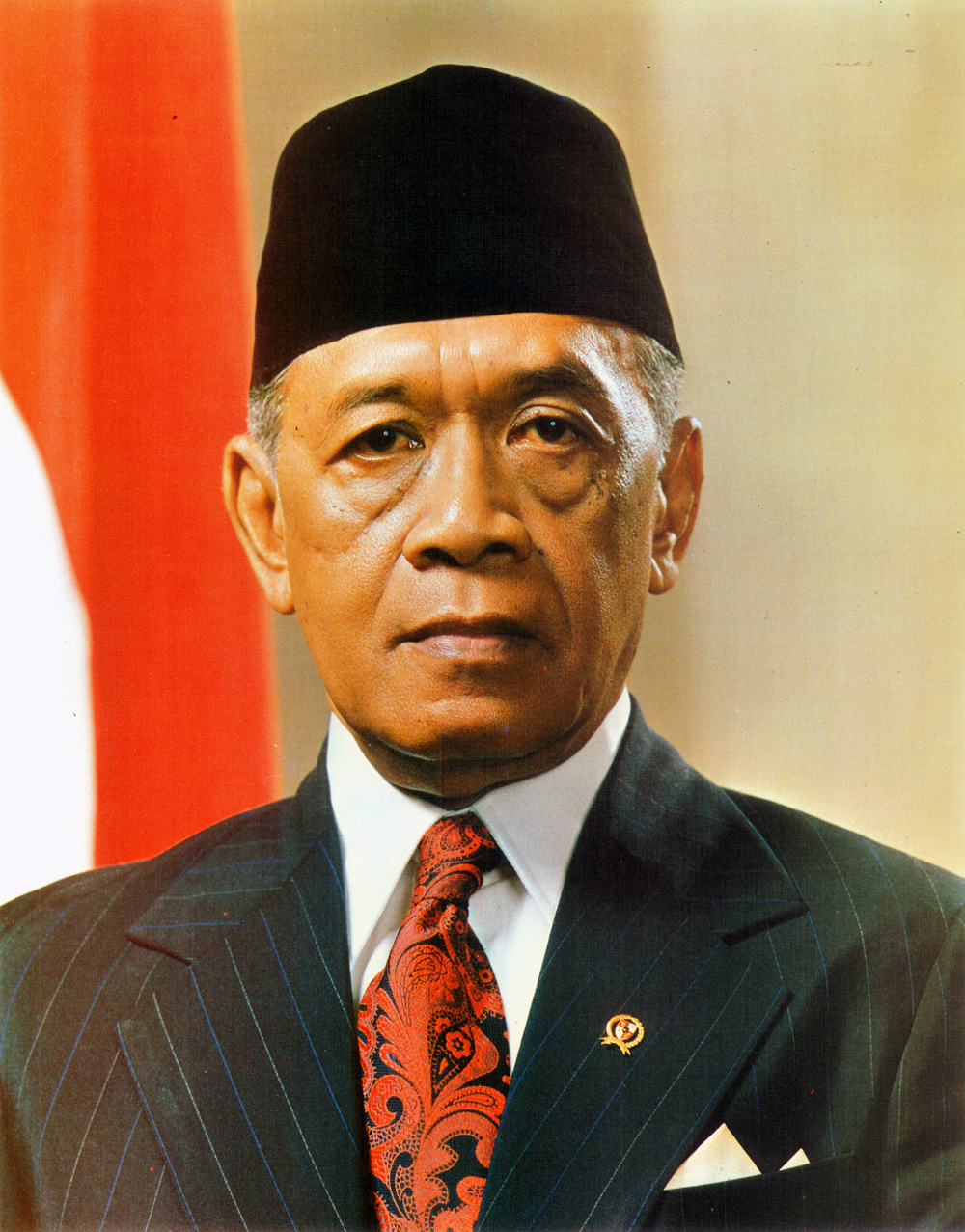
Хаменгкубувоно IX — султан Джокьякарты в 1940—1988 годах, вице-президент Индонезии в 1973—1978 годах

В период Второй мировой войны Джокьякарта, как и вся прочая территория Нидерландской Ост-Индии, была захвачена японскими войсками. Султанат был занят без боёв 6—7 марта 1942 года и, как и бо́льшая часть Явы, включён в зону оккупации 16-й японской армии. Оккупационная администрация разместилась в «Гедунг-Агунг», командование японского гарнизона — в форте «Вредебург».
Стремясь привлечь на свою сторону симпатии местного населения, японская администрация предоставила султанату статус «управляемой территории» (яп. kooti) под своей опекой, предполагавший значительно бо́льшую степень самоуправления, нежели в поздний период нидерландской колонизации. Воспользовавшись этим, Хаменгкубувоно IX значительно укрепил и расширил государственный аппарат, переведя его при этом фактически в своё прямое подчинение. Роль пепатих-далема в результате была сведена к минимуму, а позднее, в 1945 году после ухода в отставку Дануреджо VIII по причине преклонного возраста, эта должность вообще была упразднена. Таким образом, Хаменгкубувоно IX стал первым султаном в истории Джокьякарты, взявшим в собственные руки руководство властными структурами.
Новые политические и административные полномочия султана позволили ему предпринять ряд мер по улучшению социально-экономической ситуации в Джокьякарте. При этом, стремясь снизить нормы по сдаче продовольствия оккупационным властям, он распорядился занижать данные об урожаях риса и других культур. При помощи фальсифицированной отчётности монарху удалось убедить японцев, что производимого в Джокьякарте продовольствия не вполне хватает даже для покрытия нужд местных жителей. В результате японцами были поддержан проект Хаменгкубувоно IX по ускоренному развитию местной ирригационной системы. Под предлогом мобилизации населения на строительство каналов султан добился освобождения своих подданных от принудительных работ за пределами Явы, в то время как миллионы жителей других частей острова были направлены японцами в различные части архипелага в качестве ромуся. Кроме того, Хаменгкубувоно IX распустил бо́льшую часть султанской гвардии во избежание её использования японцами в боевых действиях против войск союзников.
Дислоцированные в Джокьякарте оккупационные войска прекратили военную деятельность после объявления о капитуляции Японии 15 августа 1945 года, однако продолжали находиться на территории султаната до конца октября 1945 года, когда были вывезены оттуда англо-голландскими силами.

## Поэтапное вхождение в состав Индонезии (1945—1950)

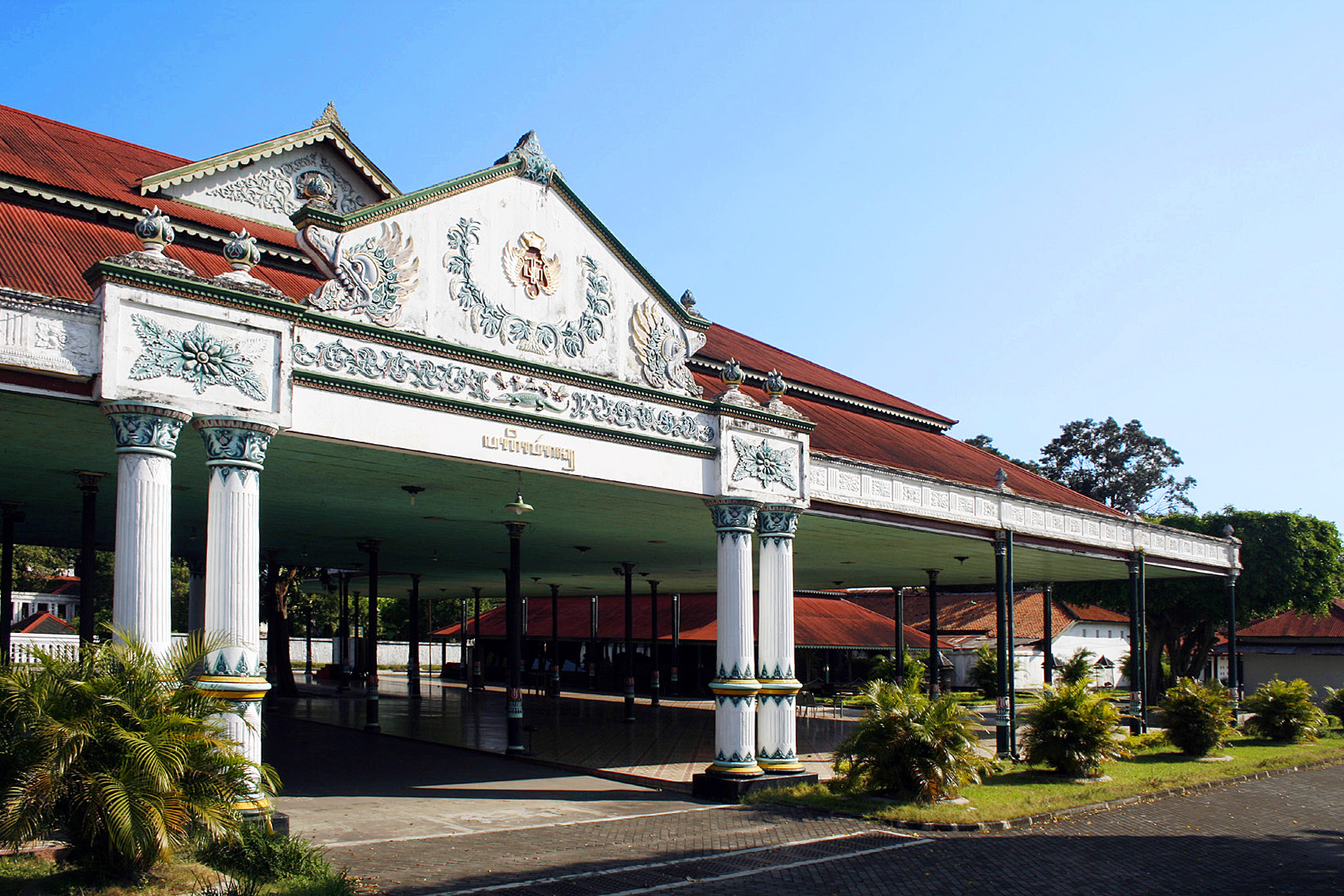
Главный павильон джокьякартского кратона — современный вид

После провозглашения независимости Индонезии 17 августа 1945 года султан Джокьякарты направил приветственное письмо на имя президента Сукарно, в котором выразил намерение установить дружеские отношения с новым государством. Одновременно делегированный в Джакарту джокьякартский эмиссар сообщил о готовности султаната войти в состав Республики при сохранении высокой степени самоуправления.
5 сентября 1945 года Хаменгкубувоно IX издал указ, определяющий правовой статус султаната как «особого округа Республики Индонезии». При этом монархическая форма правления сохранялась с определёнными нюансами: власть монарха в пределах Джокьякарты объявлялась абсолютной, однако он нёс ответственность перед президентом Индонезии. В тот же день аналогичный указ был издан правителем Пакуаламана Пакуаламом VIII. Эта дата считается началом процесса интеграции Джокьякарты в индонезийскую государственную систему, который растянулся на последующие пять лет.
В султанате начали формироваться политические и силовые структуры, подотчётные республиканским властям, в том числе местное представительство Центрального Национального Комитета Индонезии (индон. Komite Nasional Indonesia Pusat) — временного представительного органа, учреждённого президентом Сукарно. 27 сентября 1945 года руководство последнего объявило о переходе власти в Джокьякарте к правительству Республики Индонезии и потребовало от командования японских войск, остававшихся в султанате, освободить все занятые ими административные здания. 5 октября глава японской администрации уступил республиканским представителям «Гедунг-Агунг», однако японские части продолжали удерживать штабные и казарменные помещения в районе Котабару (индон. Kotabaru). 7 октября позиции японцев были атакованы вооружённым отрядом республиканцев. После боя, ставшего самым крупным военным столкновением на территории султаната за весь период японского военного присутствия (погиб 21 индонезиец и 9 японцев), японское командование сдало все подконтрольные ему здания и приступило к сдаче оружия.  
29 октября 1945 года Хаменгкубувоно IX и Пакуалам VIII издали совместный указ о передаче законодательной власти на территориях султанатов единому местному органу, создаваемому в рамках законодательной системы Индонезии. Это решение положило начало процессу воссоединения султанатов, который был завершён 18 мая 1946 года: согласно очередному совместному постановлению двух монархов органы управления их владений полностью интегрировались, а название «Особый округ Джокьякарта» распространялось и на Пакуаламан.
Территория султаната стала одним из ключевых театров военных действий во время войны за независимость Индонезии, продолжавшейся с перерывами с осени 1945 года до конца 1949 года. Важнейшим событием в истории Джокьякарты стал временный перенос сюда столицы Индонезии — такое решение было принято президентом Сукарно 5 января 1946 года после захвата Джакарты голландскими войсками. Правовое оформление такого шага оказалось весьма сложным: изначально практически вся территория султанской столицы была юридически выделена из территории султаната, однако в июне 1947 года ввиду недовольства Хаменгкубувоно IX таким положением дел было достигнуто соглашение о совместном суверенитете султана и центральных властей Республики над городом. Монарх и его двор по-прежнему размещались в кратоне, резиденцией Сукарно стал «Гедунг-Анунг», а во «Вредебурге» разместилось командование вооружённых сил Индонезии во главе с генералом Судирманом. В этот период был принят комплекс мер по адаптации административной системы Джокьякарты к общенациональным нормам.

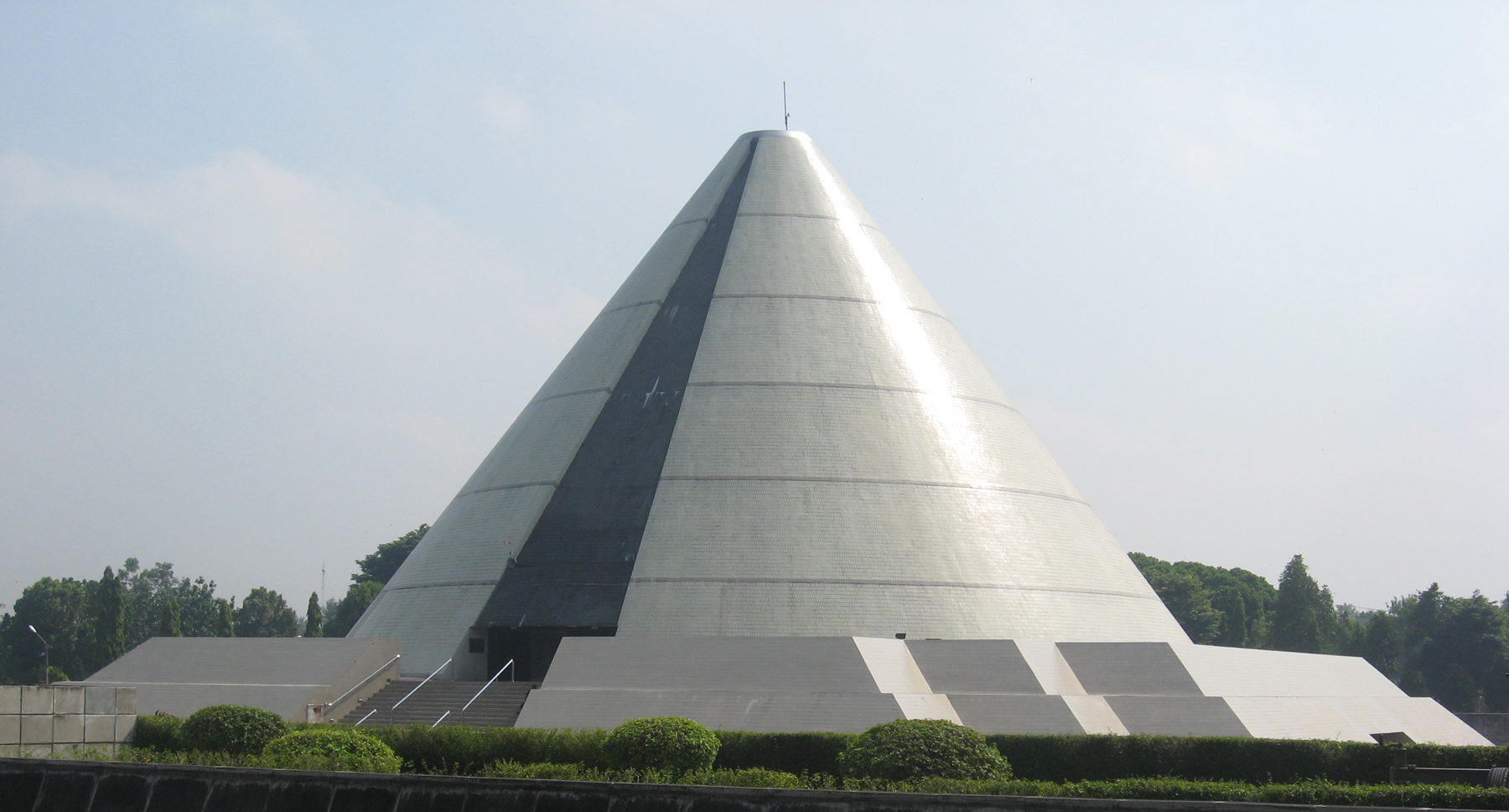
Мемориал «Возврат Джокьякарты», посвящённый отбитию города у голландцев 1 марта 1948 года

В 1948 году на джокьякартской территории происходили масштабные боевые столкновения между голландской армией и вооружёнными силами Республики Индонезии. 19 декабря 1948 года город Джокьякарта был взят голландцами, находившиеся в нём президент Сукарно и вице-президент Хатта оказались в плену (функции столицы Индонезии были переданы суматранскому городу Букиттинги). Однако республиканские силы продолжали активно действовать во многих районах султаната, прибегая к партизанским методам борьбы. 1 марта 1949 года им удалось на несколько часов отбить столицу султаната — это событие, имевшее большое моральное значение для сторонников независимости страны, стало одним из наиболее ярких моментов индонезийско-голландской войны.
По итогам Гаагской конференции круглого стола, завершившейся в ноябре 1949 года, было провозглашено создание Соединённых Штатов Индонезии (СШИ) — федеративного образования, в которое сильно урезанная Республика Индонезия включалась наряду с группой квазинезависимых государств, созданных при покровительстве голландцев на удерживаемых ими ост-индских территориях. Столицей СШИ провозглашалась Джакарта, а в Джокьякарте после вывода оттуда голландских войск обустраивалась столица Республики Индонезии как одного из штатов.
После того, как весной 1950 года Соединённые Штаты Индонезии де-факто перестали существовать — все штаты тем или иным образом были включены в состав Республики Индонезии, — процесс оформления статуса Джокьякарты как части индонезийской территории вступил в завершающую фазу. 3 августа 1950 года был принят Закон № 3 Республики Индонезии о создании особого округа Джокьякарта, а 14 августа 1950 года — за два дня до официальной ликвидации СШИ и провозглашения Республики Индонезии унитарным государством — Закон № 19 Республики Индонезии, предусматривавший ряд изменений и дополнений к предыдущему. В нём, в частности, оговаривалось создание в округе всех административных институтов провинциального уровня. Губернатором особого округа был назначен Хаменгкубувоно IX, вице-губернатором — Пакуалам VIII, причём такое распределение полномочий предусматривалось и для их наследников. Более того, оба монарха сохраняли наследственные султанские титулы, наследственное право на свои дворцовые комплексы, содержание дворов и ряд протокольных привилегий.
|  | В Викитеке есть полный текст указов султанов Хаменгкубувоно IX и Пакуалама VIII от 5 сентября 1945 |

|  | В Викитеке есть полный текст закона № 3 Республики Индонезии о создании особого округа Джокьякарта |

|  | В Викитеке есть полный текст закона № 19 Республики Индонезия о создании особого округа Джокьякарта |

Таким образом, в августе 1950 года султанат Джокьякарта прекратил существование в качестве государственного образования. При этом его социальные и культурные традиции продолжали играть исключительно большую роль в последующей жизни одноимённого особого округа. Последний же правитель султаната Хаменгкубувоно IX в течение нескольких десятилетий оставался одним из самых авторитетных государственных деятелей Индонезии: он многократно занимал различные правительственные должности, а в 1973—1978 годах — пост вице-президента страны.